# El Cueto (Corvera de Asturias)
El Cueto (oficialmente, en asturiano, El Cuetu) es una aldea de la parroquia corverana de Trasona, en el Principado de Asturias, España.
Está situada a 20 m de altitud en la carretera AS-19 (Gijón-Avilés)  aunque parte de su caserío está separado por la autopista A-8.
La distancia a la capital del concejo (Nubledo) es de 4,7 km y posee una población de 166 personas (INE, 2009) que habitan viviendas unifamiliares y de pisos.
El Cueto cuenta con una entidad bancaria y estación de servicio.